# Agustín Aguirre Garza
Agustín Aguirre Garza (Cruillas, Tamaulipas, 5 de mayo de 1889-21 de diciembre de 1989) fue un político y jurista mexicano, miembro del Partido Revolucionario Institucional (PRI). Fue en dos ocasiones diputado federal y en una ministro de la Suprema Corte de Justicia de la Nación.

## Biografía
Fue licenciado en Derecho egresado de la Escuela de Jurisprudencia de Ciudad Victoria, Tamaulipas. El 21 de agosto de 1920 fue nombrado notario público en Tampico. En 1924 fue elegido por primera ocasión diputado federal, representando al Distrito 2 de Tamaulipas en la XXXI Legislatura que concluyó en 1926.
Fue magistrado y presidente del Supremo Tribunal de Justicia de Tamaulipas, y en 1934 fue nominado para el cargo de ministro de la Suprema Corte de Justicia de la Nación y ratificado por el Senado el 25 de diciembre del mismo año, para el periodo del 1 de enero de 1935 al 31 de diciembre de 1940. Participó este último año en la campaña presidencial de Manuel Ávila Camacho y de 1940 a 1946 fue abogado consultor de la secretaría de Agricultura y Fomento y de Ferrocarriles Nacionales de México. En 1944 buscó la candidatura del PRI a gobernador de Tamaulipas, pero esta correspondió a Hugo Pedro González.
En 1949 fue elegido por segunda ocasión diputado federal por el Distrito 2 de Tamaulipas a la XLI Legislatura que culminó en 1952.